# Seppo Kääriäinen
Seppo Arimo Kääriäinen, född 29 mars 1948 i Idensalmi landskommun är en finländsk politiker (Centern), försvarsminister 2003-2007, doktor i statsvetenskap.
Kääriäinen valdes in i riksdagen 1987 och var handels- och industriminister i regeringen Aho 1993-1995. Efter valet 2003 blev han förste vice talman i riksdagen, men när Anneli Jäätteenmäki avgick som statsminister och efterträddes av den dittillsvarande försvarsministern Matti Vanhanen, fick han posten som försvarsminister i regeringen Vanhanen I.